# Tlumačov (ort i Tjeckien, Zlín)
Tlumačov är en ort i Tjeckien.   Den ligger i regionen Zlín, i den östra delen av landet, 240 km öster om huvudstaden Prag. Tlumačov ligger 188 meter över havet och antalet invånare är 2 468.
Terrängen runt Tlumačov är platt åt nordost, men åt sydväst är den kuperad.Runt Tlumačov är det tätbefolkat, med 411 invånare per kvadratkilometer. Närmaste större samhälle är Zlín, 13,0 km öster om Tlumačov. Trakten runt Tlumačov består till största delen av jordbruksmark.